# Robert Clive
Generalmajor Robert Clive, 1. baron Clive af Plassey (1st Baron Clive of Plassey; 
også kendt som Clive af Indien født i Styche nær Market Drayton, Shropshire, England d. 29. september 1725 – 22. november 1774) var en britisk officer og kolonialist. Han har fået ære for at sikre Det britiske Ostindiske kompagnis militære og politiske herredømme over Syd-Indien og Bengalen, og for på langt sigt at have sikret Indien og de tilhørende rigdomme til den britiske krone. Han var dermed sammen med Warren Hastings, Bengalens første generalguvernør, en af de vigtigste personer i oprettelsen af det britiske styre i Indien.

## Karriere
Clive gjorde tjeneste for kompaniet i Indien fra 1743 til 1767, hvor han for sidste gang forlod Indien: Her havde han kæmpet mod europæiske rivaliserende franskmænd og nederlændere og mod lokale indiske fyrster i blandt andet en serie krige kendt som de karnatiske krige fra 1746 til 1763. Han er husket for sin sejr i belejringen af Arcot (23. september – 14. november 1751) , slaget ved Tiruchirappalli i 1752 og slaget ved Chinsurah i 1759, og ikke mindst for sin sejr over Nawab af Bengalen i slaget ved Palashi (tidligere Plassey) d. 23. juni 1757.
Efter sejren ved Palashi (Plassey) blev han udnævnt til den første britiske guvernør for Bengalen, men i 1760 rejste han tilbage til Storbritannien for at modtage titlen «baron Clive af Plassey». Han blev senere kompaniets guvernør for Bengalen fra 1765 til 1767, hvor han effektivt bekæmpede korruption og ineffektivitet. Han blev alligevel anklaget for forseelser, da han kom tilbage til Storbritannien, men i 1773 blev han renset for alle anklager.
Hans dødsårsag er omdiskuteret. Flere mener han begik selvmord, men der blev ikke foretaget obduktion, så det kan ikke umiddelbart afklares.